# Бафиново море
Море Бафин или Бафинов залив, Бафиново море (на английски: Baffin Bay; на френски: Baie de Baffin) е полузатворено море на Северния ледовит океан. Разположено е между островите Гренландия на изток, Бафинова земя на запад, Девън, Елсмиър и Байлот на северозапад. На юг чрез протока Дейвис се свързва с море Лабрадор на Атлантическия океан, на север чрез протоците Смит и Робсън и басейна Кейн – с море Линкълн на Северния ледовит океан, а на северозапад чрез протоците Ланкастър, Джонс и др. с останалата част на Северния ледовит океан.

## Географска характеристика
Дължината от север на юг е 1300 km, максимална ширина – над 600 km, площ – 689 хил.km2. Средна дълбочина – 861 m, максимална – 2414 m, обем – 593 хил.km3. Дъното му е покрито с камъни, чакъл и пясък, а на дълбочина под 1000 m – с тиня. Теченията образуват циклонален кръговрат, по източната периферия на който през лятото Западногренландското течение пренася от юг на север сравнително топла морска вода от Атлантическия океан, а по западната му периферия Канадското течение пренася от север на юг студени арктически води. Климатът е полярен. Средната януарска температура е -24 °C, средната юлска е 3 °C. Годишното количество на валежите е 300 mm. Температурата на водата през зимата е под -1 °C, а през лятото се изменя от 4 – 5 °C на югоизток до 0 °C и още по-ниска на северозапад. Солеността през зимата е над 34‰, а през лятото над 32‰ на изток и 30 – 31‰ на запад. Дълбочинните води се формират в резултат от смесването на арктическите с атлантическите води, като тяхната температура е около –0,5 °C, а солеността около 34,5‰. През зимата морето изцяло е покрито с дрейфуващи ледове в централните си части, а по периферията – с неподвижни ледове. Южно от протока Смит се образува участък от незамръзнала изцяло вода (полини), т.нар. „Северна вода“. През лятото дрейфуващите ледове се съхраняват само в централните и западните му части. По същото време от ледниците в Гренландия се откъсват многочислени големи айсберги, които заедно с ледовете се изнасят от Канадското течение далеч на юг чак до остров Нюфаундленд. Приливите са предимно полуденонщни с амплитуда до 4 m.

## Историческа справка
Името „Туле“ се появява за първи път в разказите на гръцкия пътешественик Питей от Масалия (античното име на Марсилия), живял през IV век пр. Хр. Смята се, че островът, който Питей представя като последния от Британския архипелаг и северния край на света, се намира в Скандинавия. Римляните също наричат Туле най-северния край на сушата. Днес Туле е конкретна географска точка, но почитателите на митовете и легендите вероятно ще бъдат разочаровани от това, че става дума за американска военновъздушна база на брега на Бафиново море, на западното крайбрежие на Северна Гренландия. Скоро след като е открито през 1616 г. от английските мореплаватели Джон Дейвис и Уилям Бафин, Бафиново море придобива важно стратегическо значение за търсене на т.нар. Северозападен проход.

## Икономика
Развити са ловът, риболовът и хранително-вкусовата промишленост. Най-големи селища по крайбрежието са: Каанаак, Нуусуак, Упернавик, Кекертарсуак, Диско.

## Интересни факти
- Остров Бафинова земя е най-големият остров в Канада и петият по големина в света.
- Инуитите (ескимоските племена), които обитават Бафинова земя, като например племената пангниртунг и кивитоо, са съсредоточени около националния парк „Ауюитук“. Това е най-северният и едновременно с това най-новият природен резерват в Канада.
- Над 81% от повърхността на Гренландия е покрита с ледове.
- Инуитите ловят най-вече моржове, бели делфини, риба и тюлени, както и малкото животни, които обитават сушата, като елените карибу, леминги и зайци.